# Фернандо Флаинес
Ферна́ндо Флаи́нес (исп. Fernando Flaínez; упоминается в 999—1049 годах) — крупный леонский магнат, член аристократического рода Флаинес. Его родителями были Флаин Муньос и его жена Хуста Фернандес, дочь графа Фернандо Бермудеса де Сеа. Он был дедом по отцовской линии Химены Диас, жены Родриго Диаса де Вивар Эль Сида, и прямым предком важного средневекового дворянского рода Осорио. Он женился на Эльвире Пелаес, дочери Пелайо Родригеса и Готины Фернандес де Сеа, с которой у него было по меньшей мере семеро детей: Флаин, Овеко, Хуста, Педро, Пелайо, Муньо и Диего. Он был владельцем феода Агилар-де-Кампоо и документально подтвержден титулом графа с 1028 года. Вместе со своим сыном Флаином Фернандесом он правил городом Леоном до 1038 года, когда королевство уже находилось под контролем короля Санчо III Наваррского.

## Биографический очерк
Фернандо впервые появляется в средневековых хартиях в 999 году, когда вместе со своим братом Мунио подтвердил пожертвование епископа Леона монастырю Саагун. 26 февраля 1020 года он и его жена в сопровождении нескольких своих детей основали монастырь Сан-Мартин-де-Переда в Валье-де-Вальдебурон, который впоследствии был включен в состав монастыря Беневивере. В этом документе он упоминает, что унаследовал несколько объектов недвижимости, подаренных ему Фреденандо Уермудисом и Фланио Монисом, его дедом и отцом, соответственно.
Как верный вассал короля Леона Альфонсо V, Фернандо постоянно появляется, подтверждая королевские хартии, и был удостоен титула графа в конце правления Альфонсо и, по крайней мере, с 1028 года. После смерти Альфонсо V и наследования леонского трона Бермудо III Фернандо поддержал своего двоюродного брата короля Санчо III Наваррского, хотя сначала он поддерживал нового монарха Леона, о чем свидетельствует пожертвование, сделанное Бермудо III в ноябре 1028 года Собору Сантьяго-де-Компостела, где он появляется вместе с другими магнатами, подтверждающими королевскую хартию. Его присутствие в королевском совете короля Бермудо III было редким с 1029 по 1035 год, и это отсутствие можно было объяснить его участием — активным или закулисным — в убийстве Гарсии Санчеса, графа Кастилии, в 1029 году, когда Гарсия отправился в город Леон, чтобы встретиться с Санчей, своей обещанной невестой и будущей женой короля Фердинанда I Леонского.
Фернандо Флаинес вернулся ко двору короля Леона Бермудо III, которому оставался верен до тех пор, пока король не был убит в битве при Тамароне в 1037 году. Фернандо Флаинес не передал Фердинанду I столицу королевства Леон до 1038 года и сохранил все свои почести и поместья до самой своей смерти, после 1049 года, последнего года, в котором он фигурирует в уставах монастыря Саагун.

## Брак и дети
Фернандо женился на своей двоюродной сестре Эльвире Пелаес, дочери графа Пелайо Родригеса и графини Готины Фернандес, дочери Фернандо Бермудеса, графа де Сеа, а также на сестре королевы Химены и Хусты Фернандес, матери Фернандо. Они были родителями следующих детей, все, кроме Хусты, родившихся до февраля 1020 года, даты, когда они появляются, подтверждая пожертвование, сделанное их родителями:
- Флаин Фернандес (умер до 1065 года)[1], граф, муж Тоды Фернандес и отец Мартина Флаинес, предков рода Осорио[6]
- Овеко Фернандес[7], был женат на Онекке Гутьеррес[1]
- Педро Фернандес[1]
- Пелайо Фернандес (умер после июня 1049 года), королевский альферес (1039, 1050), граф с 1043 года[8][1]. Он бы быть отцом Флаина Пелаеса[8]
- Мунио Фернандес (умер после июня 1049 года), также граф[9], женился на Эльвире Пелаес, дочери графа Пелайо Фройласа Дьякона и Альдонсы Ордоньес, дочери инфанта Ордоньо Рамиреса и его жены Кристины Бермудес. Это были родители графини Альдонсы Муньос, жены графа Велы Овекиса[10]. В последний раз он упоминается в июне 1049 года со своим братом Пелайо[1]
- Диего Фернандес, отец Химены Диас, жены Эль Сида[8]
- Хуста Фернандес, названная в честь своей бабушки по отцовской линии, была второй женой графа Ансура Диаса и мачехой могущественного графа Педро Ансуреса[11]. 29 сентября 1047 года Хуста и её муж основали монастырь Сан-Роман[1].